# Яворівська міська рада
Яворівська міська рада — орган місцевого самоврядування у Яворівському районі Львівської області. Адміністративний центр — місто Яворів.

## Загальні відомості
Водоймища на території, підпорядкованій даній раді: річка Шкло.

## Населені пункти
Міській раді підпорядковані населені пункти:
- м. Яворів

## Склад ради
Рада складається з 30 депутатів та голови.

### Керівний склад попередніх скликань
| ПІБ                          | Основні відомості                                                                               | Дата обрання | Дата звільнення |
| ---------------------------- | ----------------------------------------------------------------------------------------------- | ------------ | --------------- |
| Гудошнікова Надія Миколаївна | Секретар міської ради, 1964 року народження, позапартійна                                       | 26.03.2006   | 31.10.2010      |
| Пташкін Борис Леонідович     | Секретар міської ради, 1964 року народження, освіта вища, член політичної партії «Наша Україна» | 31.10.2010   |                 |

Примітка: таблиця складена за даними джерела